# Frankenia thymifolia
Frankenia thymifolia är en frankeniaväxtart som beskrevs av René Louiche Desfontaines. Frankenia thymifolia ingår i släktet frankenior, och familjen frankeniaväxter. Inga underarter finns listade i Catalogue of Life.